# Dodge La Femme
Dodge La Femme (Додж Ля Фемм) – великий легковий автомобіль, що вироблявся маркою Dodge в 1955 і 1956 роках. Автомобіль розроблений спеціально для жінок. Опція La Femme була доступна на моделі Dodge Custom Royal Lancer. Хоч і був маркетинговим провалом, зате пізніше визнаний як крок вперед у гендерній рівності, оскільки в ті часи автомобілі загалом вважались інструментом для чоловіків.

## Походження
Мета La Femme виросла зі спостереження відділу маркетингу Chrysler того, що більше і більше жінок цікавились автомобілями протягом 1950-х, і те, що думки жінок щодо вибору кольору при купівлі авто стало частиною процесу прийняття рішення для пар, що купували автомобіль. La Femme був спробою здобути опору в жіночому автомобільному ринку.
Концепція La Femme була на основі двох шоу-карів Chrysler з сезону 1954 року, під назвами Le Comte і La Comtesse, кожен з яких був побудований з кузова хардтоп Chrysler Newport, і кожен мав прозорий пластиковий дах над всім пасажирським відсіком. В той час як Le Comte був розроблений з використанням маскулінних кольорів, La Comtesse був пофарбований в "Dusty Rose" і "Pigeon Grey", щоб підкреслити фемінність. Схвальні відповіді підбадьорили Chrysler зайнятись проектом La Comtesse.

## 1955

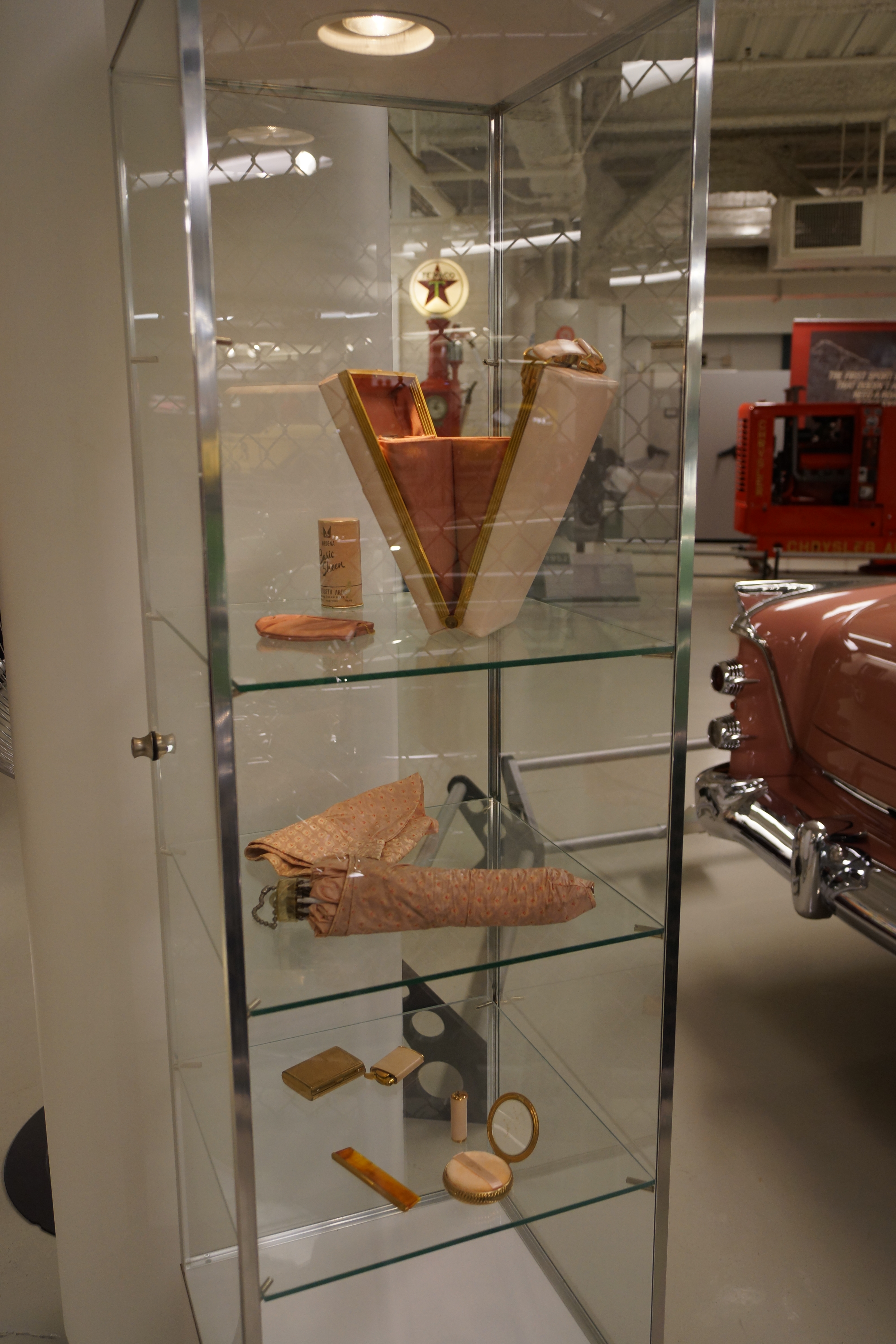
Аксесуари моделі La Femme

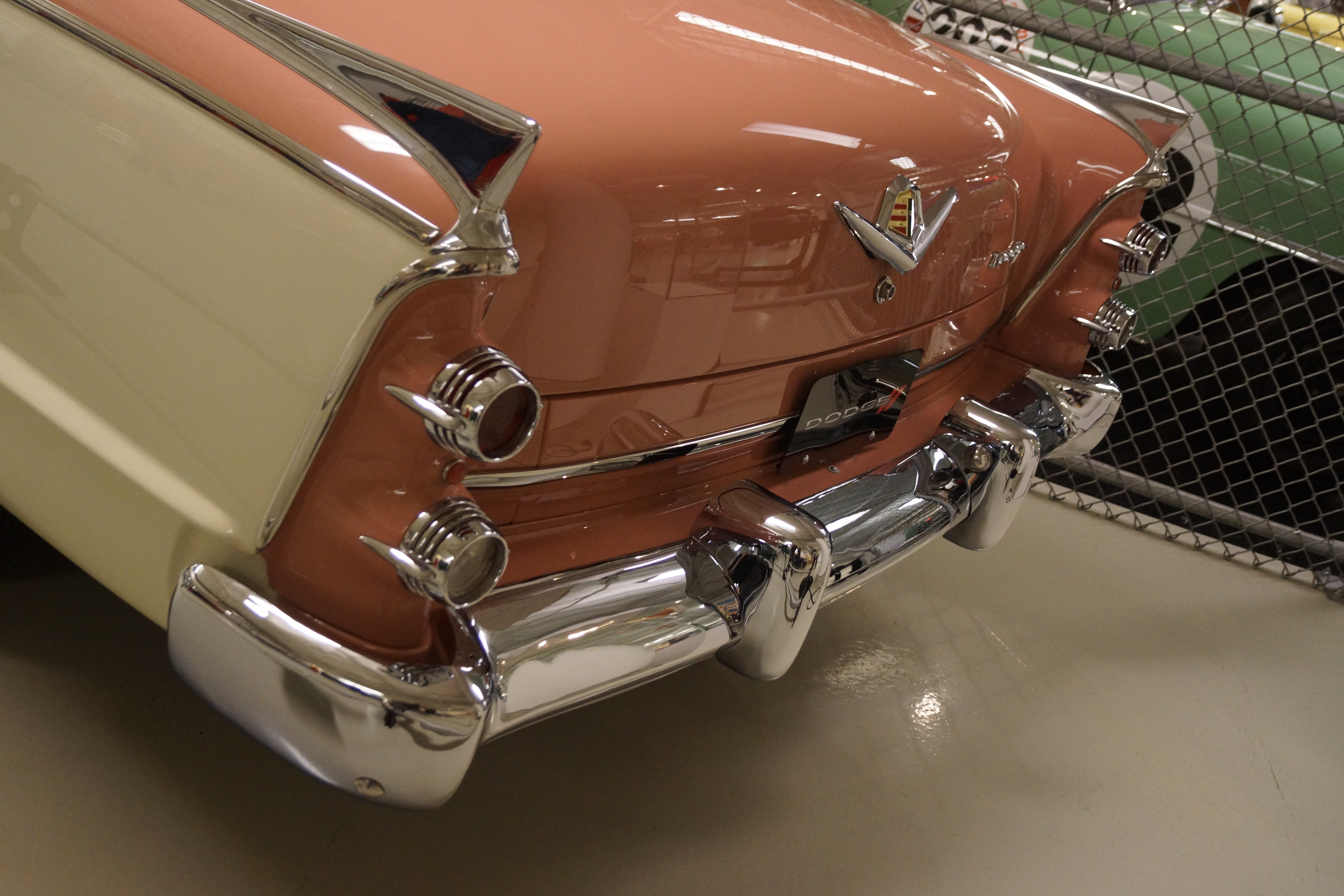
Вид ззаду моделі 1955 року

Dodge отримав проект і перейменував концепцію в La Femme, який почався з 2-дверного хардтоп купе Dodge Custom Royal Lancer "spring special" 1955 року, пофарбованого в кольори "Sapphire White" і "Heather Rose". Окрім цього, на екстер’єрі з’явились написи "La Femme" золотого кольору, що замінили стандартні написи "Custom Royal Lancer" на передніх крилах.
Інтер’єр автомобіля також отримав увагу і особливості. Інтер’єри La Femme 1955 року були оббиті спеціальним гобеленовим матеріалом, з рожевими бутонами троянд на блідому сіро-рожевому фоні, і блідо-рожевим вінілом. La Femme йшов з рожевим клатчем у формі трапеції з телячої шкіри, який пасував до салону авто. Клатч можна було помістити в сховище у спинці заднього сидіння, з його позолоченим медальйоном лицем назовні. Цей медальйон з обробленим металом був достатньо великим, щоб на ньому було викарбуване ім’я власниці.
Кожен клатч мав впорядкований набір аксесуарів всередині, який включав пудреницю, футляр для помади, портсигар, гребінець, запальничку і змінний гаманець, які зроблені або зі штучно-черепахового пластика з золотистим металом, або рожевої телячої шкіри з золотистим металом, та розроблені і виготовлені фірмою “Evans”, виробником жіночого витонченого одягу і аксесуарів у Чикаго.
На спинці водійського сидіння було сховище, яке містило дощовик і парасолю, зроблені з візерункового вінілу для поєднання з текстилем інтер’єру бутонів троянд. Брошури з продажу заявляли, що автомобіль створено "особливим призначенням для Її Величності... Американської Жінки".

## 1956

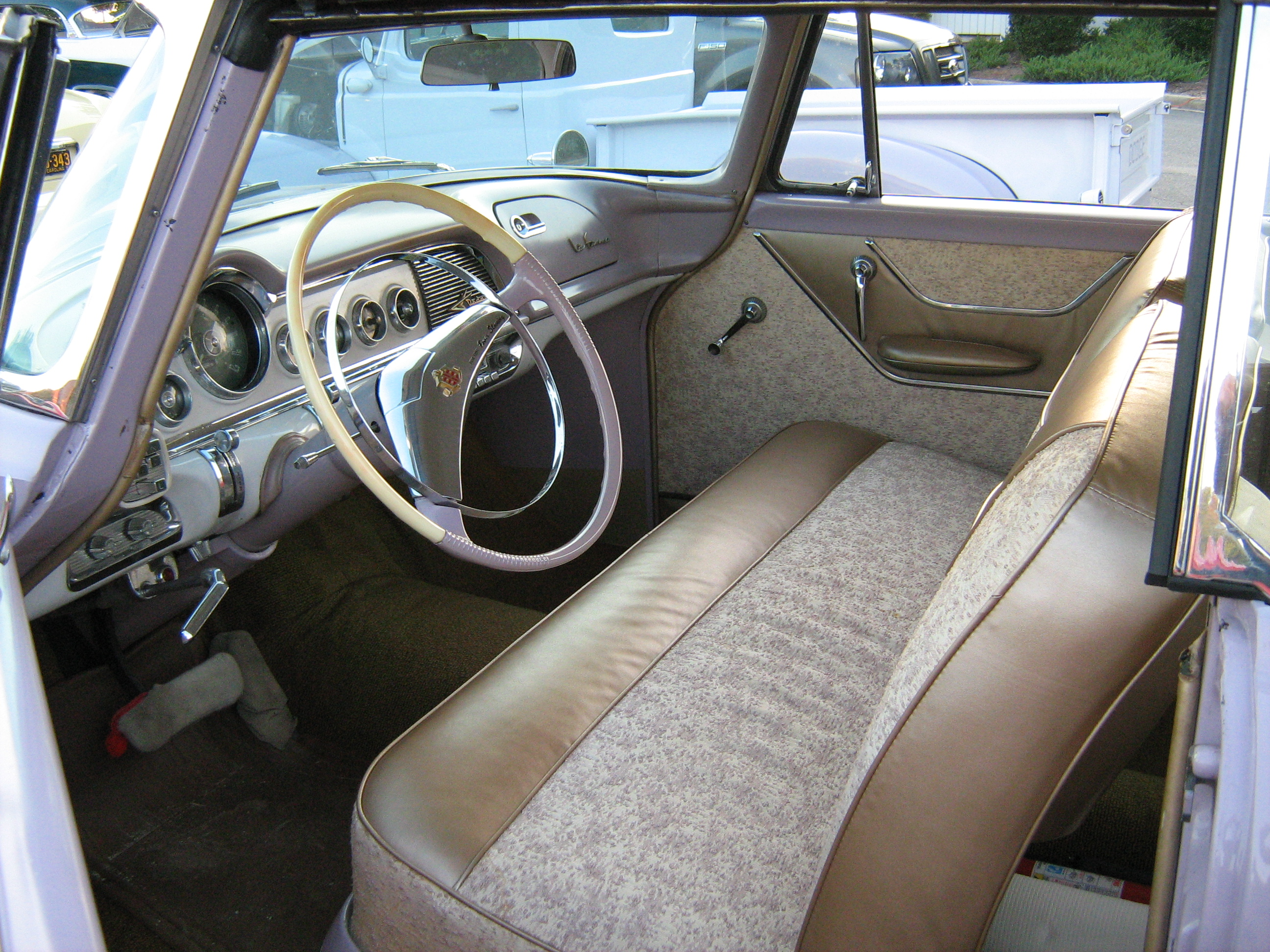
Салон La Femme 1956 року

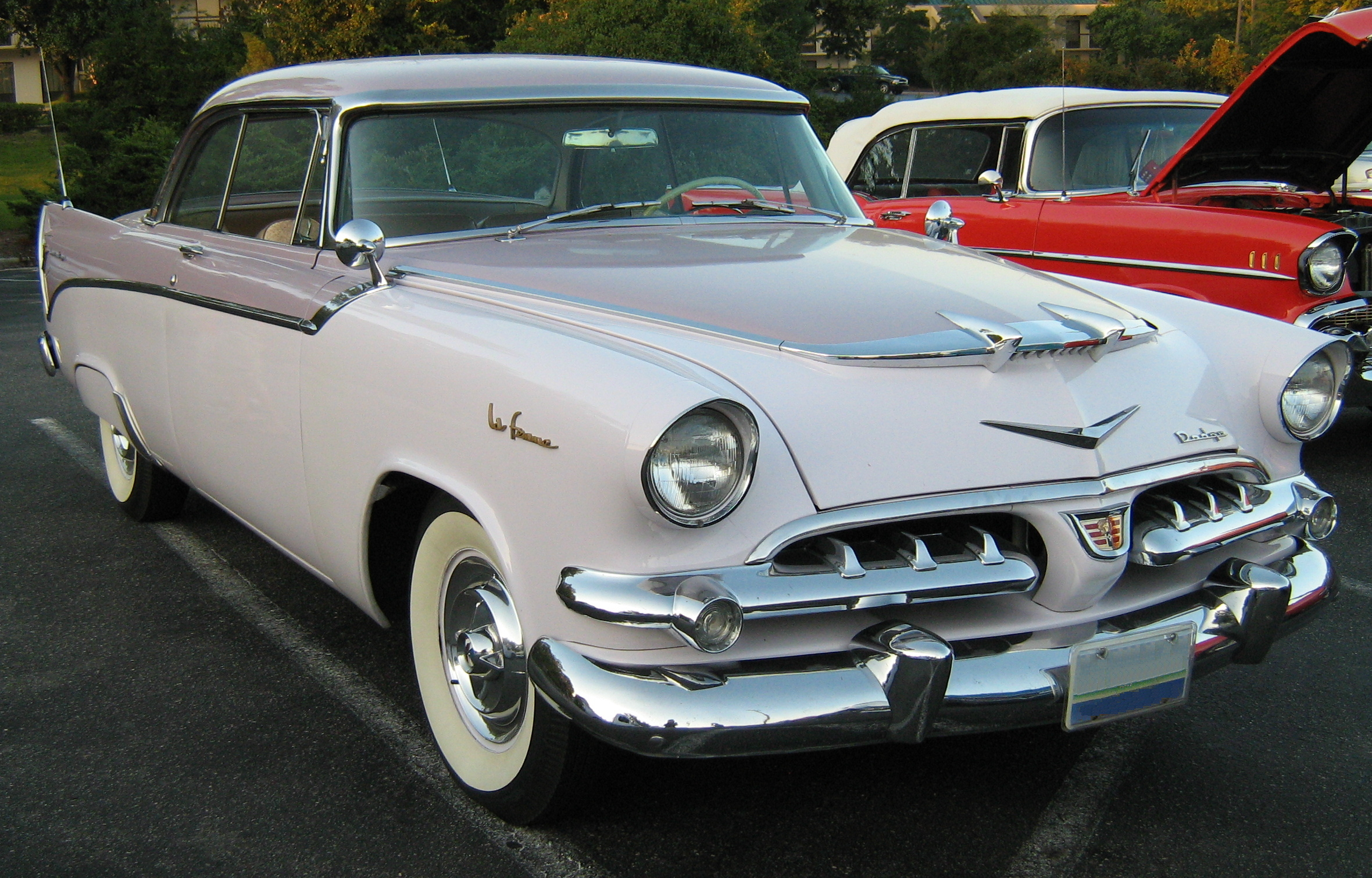
Модель 1956 року

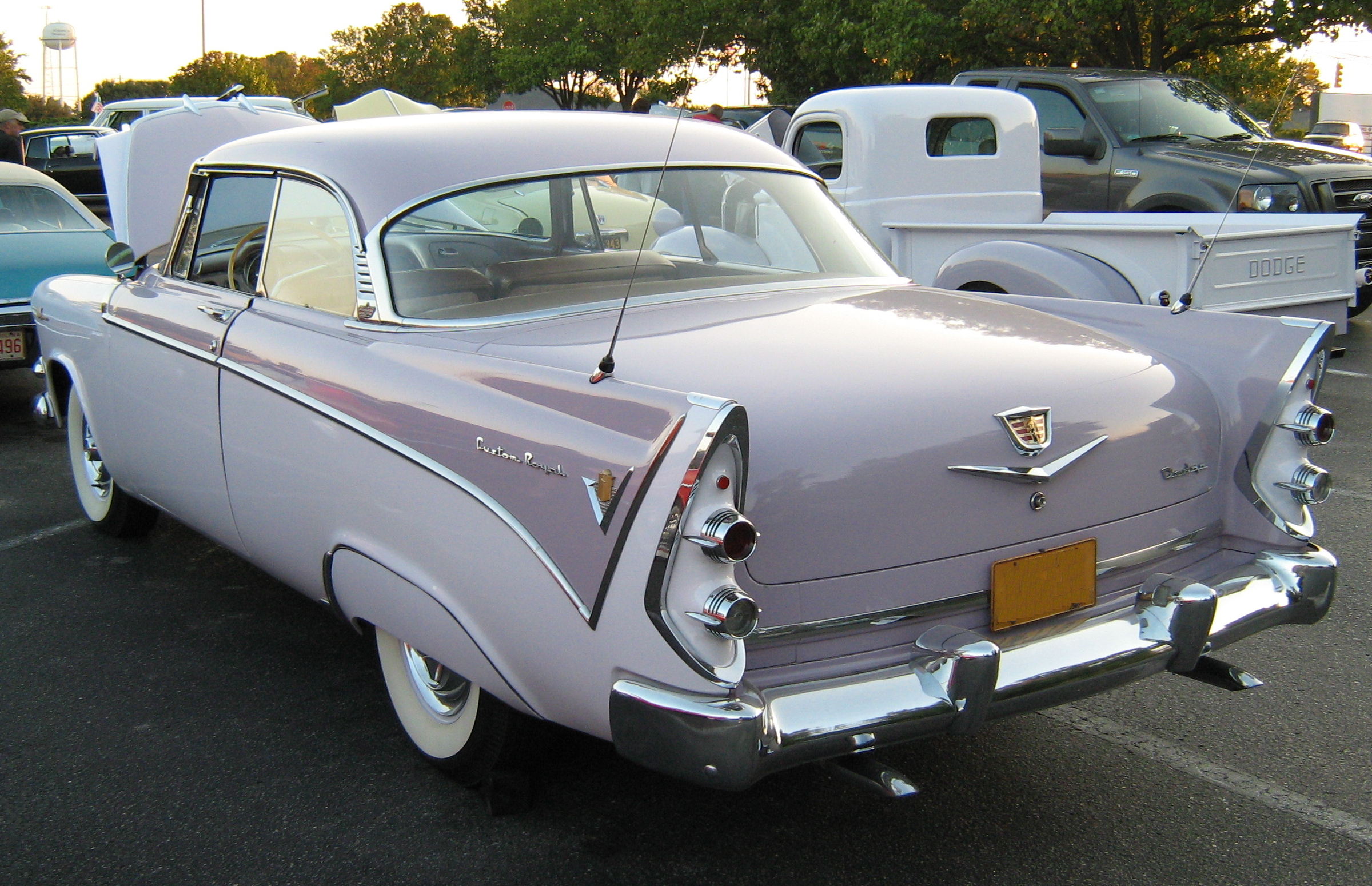

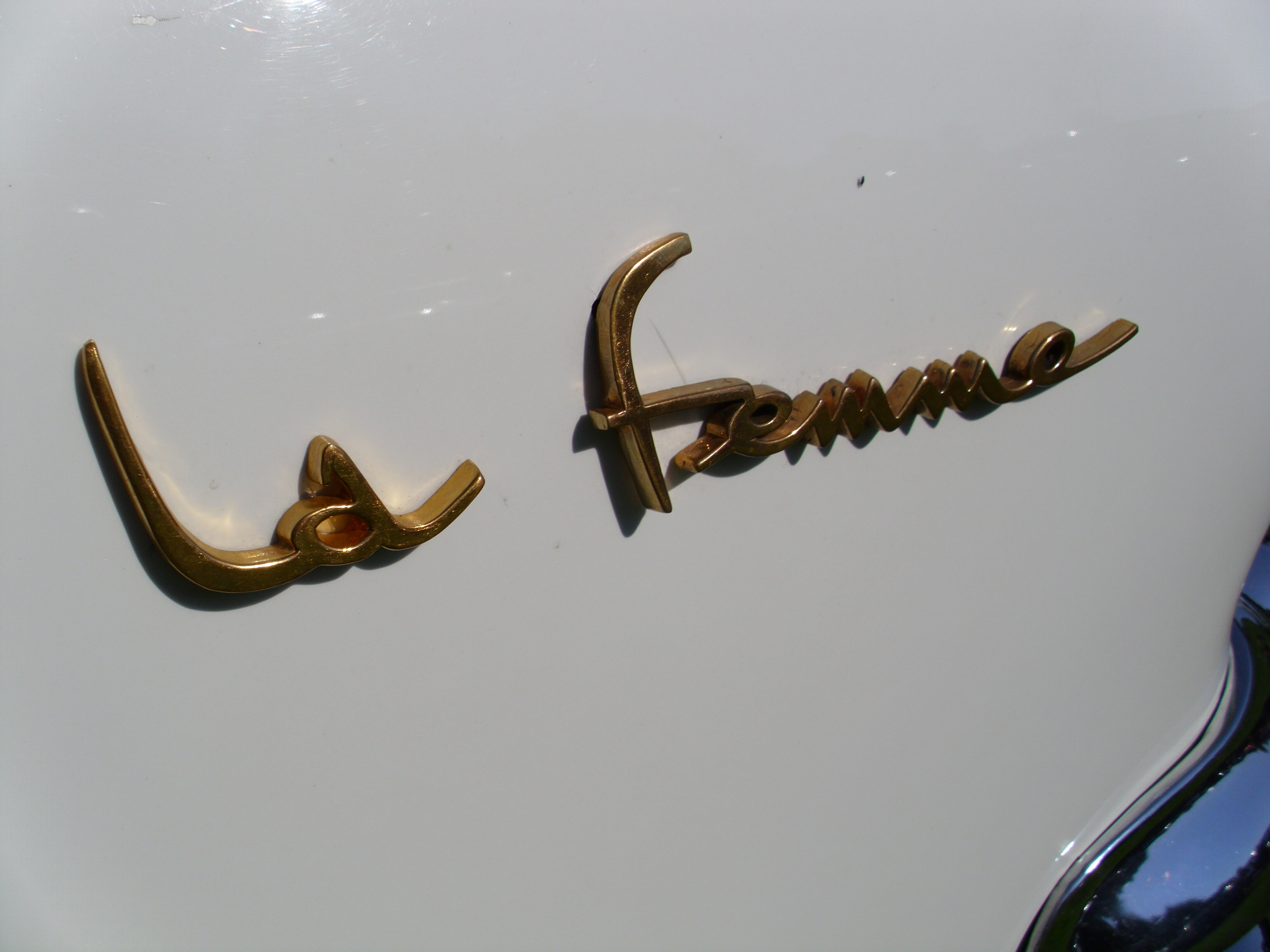
Емблема La Femme на передньому крилі

La Femme повернувся в 1956 році, з не меншим фурором; листи дилерам від відділу маркетингу Dodge назвали La Femme "приголомшливим успіхом". В 1956 році Dodge замінив схему кольорів Heather Rose і Sapphire White на Misty Orchid і Regal Orchid. Інтер’єр авто 1956 року не взяв рис з моделі 1955, і замість того мав характерні лише для La Femme сидіння з візерунком, стелю, колір салону і килим. Використані тканини виявились складними для відтворення. Накидки на сидіння були виготовлені з важкого білого сукна з вибірковими, природними на вигляд візерунками коротких лавандових і фіолетових петель, в подібній манері до ворсового килиму з петлями і кількома відтінками лавандового і фіолетового. Оббивка стелі була з тяжкого білого текстилю, з багатьма дрібними вибірковими бризками золотої фарби. Ящики за сидіннями були змінені в 1956 році, щоб розмістити плащ-дощовик, кашкет і парасолю, які йшли з авто. Ці ящики були ідентичними цього року, оскільки не було потреби розміщення клатчу, який пропонувався лише з La Femme 1955 року.

## Спадщина
Dodge відкинув La Femme в 1957 році і не переглянув концепцію. Оскільки La Femme був набором опцій (за $143), кількість вироблених екземплярів ніколи не виділялась із загального обсягу Dodge, щоправда дослідження виявили те, що виготовили менше 2,500 екземплярів за дворічний період. Відомо про щонайменше 40 збережених екземплярів версії 1955 року і більше 20 1956 року, включаючи щонайменше 3 перевірені La Femme 1956 з опцією D-500.
Існує багато теорій, які ведуть полеміку стосовно низьких продажів набору опцій La Femme. Не знайдено жодних згадок в журналах, по телебаченню, радіо чи інші реклами La Femme з 1986 року. Попри надані великі числа дилерськими відділами Dodge в США того часу, мало з них отримали демонстрацію La Femme у свій шоурум. Дилерські брошури на одному аркуші з трьома загинами із заголовком “особливим призначенням для Її Величності... Американської Жінки" рекламували автомобіль як "в настрої і манері" для "дискримінуючої, сучасної жінки". Замість цього, дилерські брошурки в одному аркуші були єдиною згадкою того, що Dodge La Femme був доступним, тоді як такі інші моделі з особливим оздобленням як Chrysler 300 з літерами, Plymouth Fury і DeSoto Adventurer широко рекламували.